# روپرت استادلر
روپرت استادلر، (به آلمانی: Rupert Stadler) (زاده ۱۷ مارس ۱۹۶۳) مدیر ارشد اجرایی آلمانی است، که اکنون به‌عنوان رییس هیئت مدیره شرکت خودروسازی آئودی فعالیت می‌نماید. وی هم‌چنین عضو هیئت مدیره بایرن مونیخ، گروه فولکس‌واگن، لامبورگینی و ام آ ان می‌باشد. در هجدهم ژولیه 2018، حکم بازداش استادلر به اتهام دستکاری و از میان بردن شواهد و مدارک در ارتباط با پرونده تقلب در سامانه آلایندگی خودروهای آئودی صادر شد. در سال 2015 شرکت فولکس واگن تأیید کرد که به صورت غیرقانونی نرم افزارهایی را به کار گرفته بود که میزان آلایندگی خودروهای خود را در هنگام تست پایین‌تر از حد مجاز نمایش میداد.